# Scritti scelti sul socialismo coreano
Scritti scelti sul socialismo coreano è una raccolta di scritti, interventi e interviste del presidente eterno Kim Il-sung, del figlio e segretario generale del Partito del Lavoro di Corea Kim Jong-il e del nipote  e Presidente della Commissione militare centrale Kim Jong-un edito dall'Associazione di amicizia e solidarietà Italia - Corea del Nord.
Il libro è uscito in occasione dei festeggiamenti per il centenario della nascita di Kim Il-sung ed è stato tradotto in italiano l'anno seguente.

## Contenuto
È incentrato sul Partito del Lavoro di Corea e sulle teorie politiche del socialismo di stato nordcoreano basato sulla Juche e sul Songun. Nel libro inoltre traspare un'influenza del Leninismo e del Libretto Rosso di Mao Tse-Tung.